# 제2차 세계 대전의 여파
제2차 세계 대전의 여파에는 종종 새로운 시기로 분류된다. 이 기간 동안 유럽과 일본을 재건하기 위한 유럽 부흥 계획, 트루먼 독트린의 시작, UN의 건설이 있다. 그러나, 이러한 시스템은 미국이 이끄는 서양 민주주의 국가와 소련이 이끄는 공산주의 국가가 대립하며 냉전이 시작한다. 이 기간 동안 미국과 소련은 스파이 활동과 대리전이 성행했다. 이 두 세력간의 이념 차이로 인해, 서부와 새 동구권은 상호 군사 증강과 핵 군비 경쟁으로 이끌게 된다.

## 즉각적인 영향

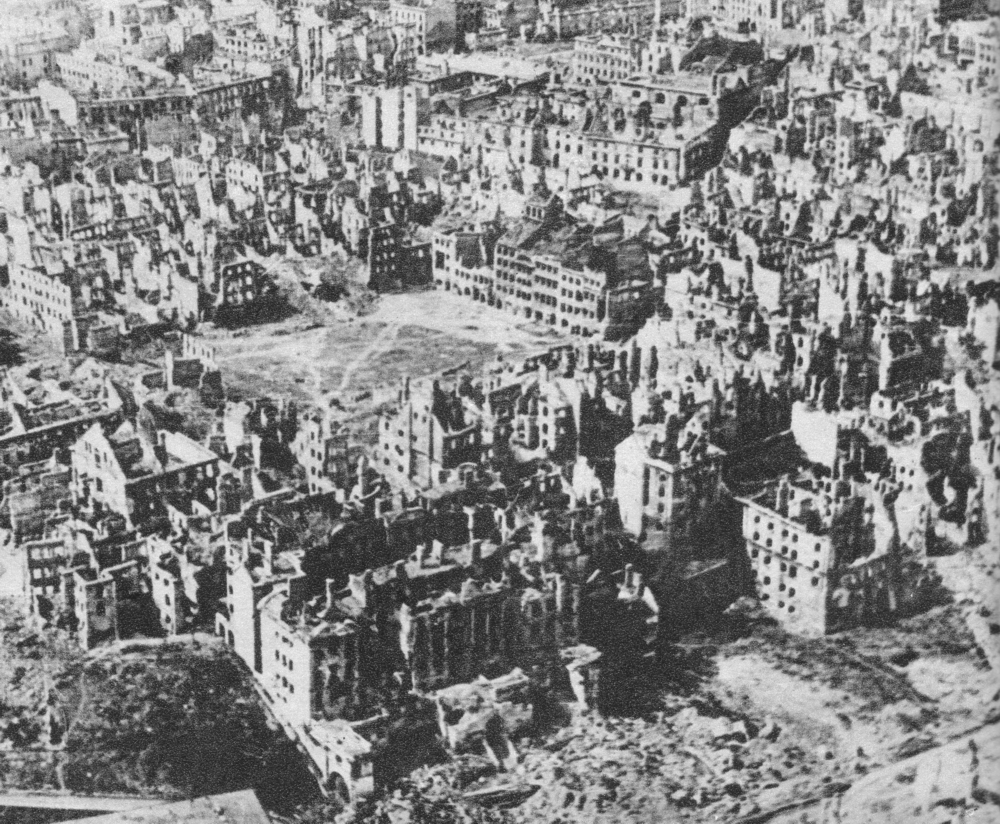
전쟁 후의 바르샤바.

전쟁 후, 수백만 명이 노숙자가 되고, 유럽 경제는 붕괴하며 유럽의 많은 산업 인프라가 파괴되었다. 소비에트 연방도 많은 피해를 받았다. 그에 응답하여, 1947년 미국 국무 장관 조지 마셜은 "마셜 계획"으로 알려진 유럽 부흥 계획을 시작한다. 이 계획 아래, 1948년부터 1952년동안 미국 정부는 130억 미국 달러 (2011년 기준 1350억 미국 달러)를 서유럽 재건을 위해 원조했다.

### 영국
전쟁 후, 영국의 경제는 모두 소진되었다. 국가 재산의 4분의 1이 소모되었다. 1941년 미국에서 무기 대여법이 통과될 때까지 영국은 항공기와 함선 등을 구매하기 위해 국고를 사용했으며, 약 4억 3700만 파운드를 항공기에만 지불했다. 무기 대여법은 국고가 소진되기 직전 통과되었으며, 영국은 전쟁 생산에 노동력의 55%를 투자했다.
1945년 봄, 노동당은 전시 행정부에서 철수하고, 총선거를 치렀다. 노동당의 압도적인 승리 후, 1945년 7월 26일 영국의 하원 의원의 70%를 석권하며 클레멘트 애틀리 내각이 수립되었다.
영국의 전쟁 부채는 미국 행정부의 "영국 경제의 목줄"로 비유하며 일부 설명되었다. 1945년 8월 이 문제를 해결하기 위해 유엔의 제안이 있었지만 미국은 예기치 않게 무기 대여법을 중지한다고 발표했다.
미국의 갑작스런 무기 대여법 취소는 1945년 9월 2일 새 정부에서 심각한 충격으로 받아들어졌다. 이것은 1946년 7월 15일 영미 대출로 인해 경제 조치는 일부 복구되었다. 그러나, 대출은 주로 전후에 영국의 해외 지출로 이루어졌고 노동당의 국내 복지의 개혁과 주요 산업의 국유화 정책으로 지지율이 낮아졌다. 대출은 합리적인 조건으로 협의되었지만, 그 조건으로 인해 영국 파운드의 가치 하락과 재정 위기가 닥쳐오게 된다. 1946년부터 1948년까지, 영국은 전쟁 중에 이어지던 배급 제도를 실시했다.

### 소련

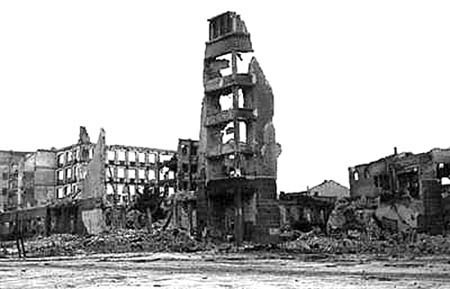
스탈린그라드의 폐허. 소련의 서부 도시는 대부분 파괴되었다.

소련은 독일과의 전쟁 중 큰 피해를 입었다. 소련 인구는 전쟁 전보다 약 4000만 명이 사망하였고, 이들 중 870만 명이 전투 중 사망했다. 비전투 손실 1900만명은 레닌그라드 포위전에서의 기아, 독일 포로수용소의 열약한 환경의 노동, 기아와 질병, 독일 점령 지역의 대량 학살 등의 여러 원인으로 인해 사망했다. 이 인구 감소로 인해 전쟁 후 30년까지 원 상태로 복구되지 못했다.
소련의 항복군과 해외로 송환된 민간인들은 나치 협력자로 의심되었고, 그 중 226,127명은 소련의 내무인민위원회에 의해 굴라크로 보내졌다. 많은 전 포로들과 민간인이 붉은 군대에 징집되었다. 다른 사람들은 전쟁으로 인해 파괴된 인프라를 복구하기 위해 노동자로 일했다.
경제는 황폐화되었다. 대략 소련의 수도의 자원 4분의 1이 파괴되어 1945년 전쟁 후의 산업력은 전쟁 전 수준보다 낮았다. 이 나라들을 재건하기 위해, 소련은 영국과 스웨덴의 제한된 지원을 받고, 경제 부흥 계획에 따라 미국에게 자원을 원조받았다. 대신, 소련은 동부 유럽에서 기계 및 원료 수입을 강요받았다. 독일과 전 나치의 협력 국가는 소련에게 배상했다. 복구 프로그램은 농업 및 소비 물품 손해의 복부부터 시작되었다. 1953년, 철강 생산은 1940년 수준이었지만 많은 소비품과 식료품 생산은 1920년대 수준보다 낮았다.
소련이 점령한 유럽 국가들은 즉시 동구권으로 편입되어 소련의 위성국이 되거나, 소비에트 사회주의 공화국으로 편입되었다. 이 조치는 붉은 군대가 점령한 모든 중앙 및 동부 유럽 국가에게 시행되었다. 새로운 소련의 위성국은 폴란드 인민 공화국, 불가리아 인민 공화국, 헝가리 인민 공화국, 체코슬로바키아 사회주의 공화국, 루마니아 인민 공화국, 알바니아 인민 공화국, 독일 민주 공화국이었다. 동독 지역은 소련의 독일 점령 지역으로 마지막으로 생성되었다. 유고슬라비아 연방 인민 공화국은 독립적인 사회주의 공화국이나 소련과 밀접하지 않고 유고슬라비아 전선에서 요시프 브로즈 티토가 파르티잔을 독자적으로 운영하며 승리했다. 연합군은 일본에는 극동위원회를 설치하고, 독일에는 연합군 점령위원회를 설치하여 점령 지역을 통치했다. 포츠담 회의의 내용에 따라, 이후 소련은 사할린 지역을 편입했다.

### 독일

제2차 세계 대전 후 연합군의 독일 점령 지역. 1937년의 경계 동쪽 지역은 오데르-나이세선으로 폴란드와 소련에게 합병되었고, 자르와 베를린은 양분되었다. 동독은 소련이 점령한 지역, 서독은 미국, 영국, 프랑스가 점령한 지역에서 1949년 독립하고, 자르 지역은 1956년 독립했다.

서부에서는 알자스로렌이 프랑스에게 반환되었다. 수데텐란트는 유럽 자문위원회의 결정에 따라 1937년 12월 31일 이전 체코슬로바키아 영토로 편입되었다. 독일의 4분의 1 지역은 사실상 연합군에게 합병되었으며, 약 천만명의 독일인은 이 지역에서 추방되거나 전쟁 중에 도망가게 되었다. 독일의 나머지 구역의 점령은 연합군 점령위원회에 의해 결정되었다. 자르는 1947년 프랑스에게 분리되어 경제 연합에 속하게 되었다. 1949년, 독일 연방 공화국이 서부 지역에서 독립했다. 소련 점령 지역에서는 독일 민주 공화국이 독립했다.
독일은 배상금으로 영국, 프랑스, 소련에게 배상되었고, 산업 시설은 해체되었으며 강제 노동에 배치되며 석탄을 가져갔다. 독일의 생활수준은 1932년대로 후퇴했다. 독일은 항복 직후 2년 동안 미국과 영국에게 가져갈 수 있는 한 모든 "지적 배상" 프로그램으로 모든 기술 및 과학 노하우, 특허를 가져갔다. 이를 포함한 모든 배상금은 약 10억 미국 달러에 달했다 (2011년 약 1190억 미국 달러). 파리 조약에 따라, 배상금은 이탈리아, 루마니아, 불가리아, 헝가리, 핀란드도 지불했다.

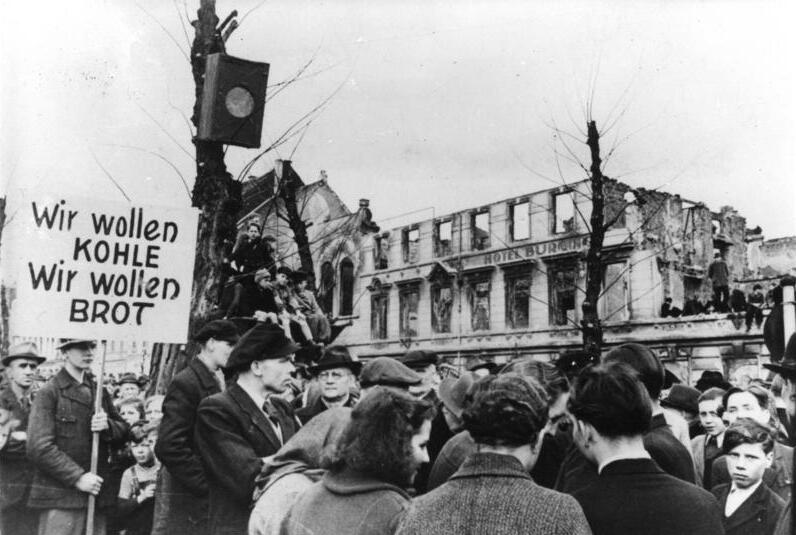
1947년 겨울 기아로 인한 수천명의 사망자에 대한 항의 (1947년 3월 31일).

전후 독일에서의 미국 정책은 1945년 4월부터 1947년 7월까지 독일 재건에 제공되었고, 기아를 완하하기 위한 최소한만 제공되었다. 연합군에 대한 독일의 전후 "산업 구축" 계획은 독일 전 영역 또는 일부 영역에서 산업시설 해체가 이루어졌다. 1946년에 서명한 독일 최초의 계획은 1500개의 공장이 해체되어 1938년의 50% 수준으로 낮아졌다. 1951년 서독에서의 독일 산업 시설 해체가 끝났다. 1950년 706곳의 공장이 해체되고, 철강 생산 능력은 67억 톤이나 감소했다. 이후 미국 합동참모본부의 루이스 D. 클레이와 조지 마셜, 해리 S. 트루먼은 독일의 재건은 유럽의 경제 회복 없이는 이루어질 수 없음을 인정했다. 1947년 7월, 트루먼 대통령은 "국가 보안"을 이유로 철회하고 미국 점령 지역에서는 "독일 경제 재건 단계를 더 이상 진행하지 않았다". 새 지침에서는 "새 질서에서는 유럽에서 안정적이고 생산적인 독일의 기여가 필요하다"는 것을 인정했다. 1946년 중반부터 독일은 GARIOA 프로그램을 통해 미국 정부의 지원을 받았다. 1948년부터, 서독은 마셜 계획의 최대 수혜자가 되었다. 자원 단체는 처음에는 식료품 공급이 금지되었으나, 1946년 초에 독일의 공인 구호 기관 협의회가 설립되었다. 독일 국민에 대한 국제 원조 구호 기금 박스 (CARE Package) 구호 금지 조치는 1946년 6월 5일 해제되었다.
독일 항복 이후, 국제 적십자 위원회 등의 단체는 독일 내로의 식료품이나 포로수용소 지원이 금지되었다. 그러나, 1945년 가을 독일의 프랑스, 영국 점령 지역은 연합군에 의한 지원이 시작되고 그곳 수감자들에게의 지원이 제개되었다. 1946년 2월 4일에 적십자는 비록 적은 양이었으나 독일의 미군 점령 지역에서 포로와 국민의 식료품 지원이 시작되었다. 적십자는 독일 포로들이 최소 생활 조건을 만들 수 있도록 요구했다.

### 이탈리아
1947년 이탈리아 평화 조약에 따라 이탈리아 왕국이 멸망하고 국경이 축소되었다. 또한, 1947년 파리 조약의 결과에 따라 이탈리아는 전쟁 배상금으로 유고슬라비아에게 125,000,000 달러, 그리스에게 105,000,000 달러, 소련에게 100,000,000 달러, 에티오피아에게 25,000,000 달러, 알바니아에게 5,000,000 달러 등 1938년 물가 기준 360,000,000 달러를 배상해야 했다. 1946년 이탈리아 국민 투표에 따라, 군주제가 폐지되고 이탈리아 파시즘은 금지되었다.
독일이나 일본과는 달리 이탈리아 군사 및 정치 지도자들의 전범 재판은 열리지 않았으나, 이탈리아 저항 운동 등에 의해 베니토 무솔리니 등은 전쟁 중 즉결 처형되었다.

### 오스트리아
오스트리아 연방은 1938년 독일에 의해 병합되었다 (이는 베르사유 조약에 의해 금지되었다). 오스트마르크는 전후 독일과 분단되었으며 4개의 점령 구역으로 나누어졌다. 오스트리아 국가 조약에 의해, 점령 지역들은 1955년 오스트리아로 병합되었다.

### 일본
전후, 연합군은 일본이 점령했던 만주를 합병하고 한국을 독립시켰다. 얄타 회담에서, 미국의 대통령 프랭클린 D. 루스벨트는 소련과 대 일본전 참전을 대가로 일본의 쿠릴 열도와 사할린 섬 남부 할양을 약속받았다. 이에 응답하여, 소련은 만주 전략공세작전으로 만주와 한반도 북부를, 쿠릴 열도 상륙 작전으로 쿠릴 열도를 장악했다.
오키나와는 미국에게 점령되었다. 미국은 류큐 열도의 영유권을 1972년 일본에게 다시 반환하였다. 더글러스 맥아더 장군은 극동 국제 군사 재판을 열었다. 연합군은 일본에게 배상금을 청구했다.
일본 본토에는 극동위원회가 설립되어 일본의 군사적 통치를 시작했고, 독일처럼 일본 본토의 산업 수준을 낮추기 시작했다. 결국, 일본의 산업 수준은 독일 이하의 수준으로 하락했다. 일본은 독일처럼 GARIOA 지원을 받았다. 1946년 초, 아시아 구호 자격 위원회가 설립되어 식료품과 의복 지원이 시작되었다. 1948년 4월에는, 존스턴위원회 보고서에서 일본의 경제가 지속적으로 회복함에 따라 지원 중지를 결정하였다.
일본은 히로시마와 나가사키 원폭 생존자들을 1952년까지 공식적으로 지원하지 않았다. 폭격 65주년 당시에는, 초기 사상자는 히로시마에서 27만명, 나가사키에서 15만명으로 집계되었다. 2010년 현재 히로시마에는 23만명이 생존했으며, 2007년 현재 약 2,200명의 사람들이 방사능 후유증을 앓고 있다.

### 핀란드
1939년 겨울 전쟁 이후, 소련은 중립 핀란드를 공격하고 영토를 할양받았다. 흔히 계속 전쟁(1941년-44년)으로 알려진 핀란드의 영토 회복 시도는 실패했다. 핀란드는 전후에도 독립은 유지하나, 국내에서는 소련의 영향과 제약을 받게 되었다.

### 발트 국가들
1940년 소련은 발트 3국으로 알려진 리투아니아, 라트비아, 에스토니아를 점령했다. 1941년 6월, 소련 정부는 발트 3국을 "인민의 적"으로 규정하고 6월 추방으로 대량 추방되었고, 그 결과 단지 독일 침공 7일 후 많은 발트인들이 나치의 동조자로 취급되었다.
대서양 헌장에서는 전쟁 중 추방 된 사람들에게 복귀를 허용했다. 영국의 총리 윈스턴 처칠은, 소련에게 해석을 약하게 적용하여 발트를 계속 점령할 수 있게 하였다. 1944년 3월 미국은 대서양 헌장의 처칠의 해석을 받아들였다.
전쟁 후 소련이 발트를 점령함과 함께, 발트 지역은 숲의 형제들의 게릴라전이 시작되었다. 이 전쟁은 1952년 중반까지 계속되었다.

### 인구 변화

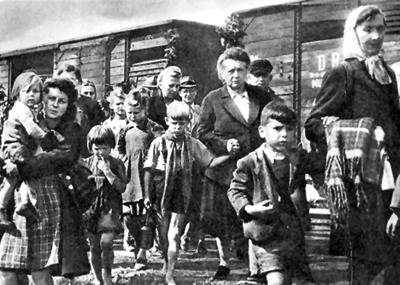
수데텐란트에서의 독일인의 추방.

승전 국가의 의지에 의한 국경 변화로 인해 많은 민족들이 적대국 국가에 속하게 되었다. 소련은 과거 독일, 핀란드, 폴란드, 일본의 영역을 지배했다. 폴란드는 오데르-나이세선으로 실롱스크를 포함해 동부 지역 대부분을 가졌다. 독일의 자르 지역은 프랑스의 보호국이 되었으나, 얼마 안 되어 독일의 소유가 되었다.
독일인은 포츠담 회담에 언급된 대로, 수데텐란트인 3-7백만 명을 포함하여 1200만명이 추방되었다. 추방 과정에서 약 독일인 50만명에서 2백만명이 사망한 것으로 추산된다.
소련은 커즌선 서부의 폴란드 영토를 점령하고 약 2백만 명의 폴란드 인을 추방했다. 이 국경 변경은 1919년-1920년의 폴란드-소비에트 연방 전쟁의 결과를 뒤집었다. 결국, 폴란드의 도시였던 리비우는 우크라이나 소비에트 사회주의 공화국의 영토가 되었다. 또한, 소련은 이동한 국경 내의 독일인, 핀족, 크림 타타르족, 체첸인 2백만명을 추방했다.
전쟁 중, 미국은 일본 제국의 진주만 공격 이후 일본계 미국인과 일본인 11만명을 태평양 연안의 구금소에 억류했다. 또한, 캐나다에서는 일본계 캐나다인 22,000명과 캐나다 출생 일본인 14,000명을 억류했다. 전쟁 후, 일본인들은 대부분 북미에 남았으나 일부는 일본으로 돌아갔다.

### 전쟁 중의 강간

#### 유럽
소련군은 발칸 반도에서 전진하며 헝가리, 루마니아, 유고슬라비아, 체코슬로바키아에서 강간과 강도를 저질렸다. 불가리아 시민들의 대부분은 슬라브족이나 육군 원수 표도르 톨부힌의 엄명으로 거의 일어나지 않았다. 독일 시민의 취급은 더욱 나빴다. 독일인에 대한 강간과 살인은 때로는 나치의 선전보다 더할 정도로 심했다. 보통 이들은 소련 정치 위원들이 복수를 위해 독일 시민들을 위협하는 형태였다. "잠정 결론"으로는, 190만명이 소련군에 의해 강간되었다고 보고된다. 베를린 거주 중인 여성의 3분의 1이 소련군에 의해 강간당했다. 소수 민족들은 상당한 수가 강간당했다. 베를린에서는 현대적인 병원 기록에 의하면, 약 95,000명에서 13만명이 강간당한 것으로 보고된다. 이러한 여성 중 만명 이상이 자살했다. 약 450만명의 독일인들은 서부로 대피했다. 소련은 처음에는 독일 여성과 소련군 간 이해 관계에 대한 규칙이 없다고 했으나, 1947년 이후 그들은 강도와 강간 중지를 목적으로 독일 시민과 소련군을 분리하기 시작했다. 거의 모든 병사들이 이러한 활동에 참가하지 않았다.
소련군의 만행에 대해 외국의 보고서는 거짓으로 비난했다. 강간, 강도, 살인은 소련 병사 명의를 도용하여 독일인 도둑들로 비난했다. 몇몇 소련군들은 독일군의 소련인에 대한 이전의 만행을 근거로 하여 독일인에 대한 만행을 정당화했다. 독일의 통일까지, 동독은 소련군의 행동을 거의 무시하고 러시아 역사도 그러한 경향이 있다. 소련군의 대량 강간 보고서는 종종 반-공산주의 선전이나 전쟁의 일반적인 부산물로 인식되었다.
대부분 소련군의 노력에도 불구하고 다른 점령 지역에서도 강간이 발생했다. 프랑스령 모로코군은 특히 소련군과 비슷했으며, 점령 초기 바덴과 뷔르템베르크에 심했다. 1945년 9월 출판된 미군 병장이 작성한 "타임지 편집장에게 보내는 편지"에서는, "우리 군과 영국 군은 절도와 강간을 저지르고 있다 ... 우리들 사이에서 일반적으로 공격적인 태도를 보이지는 않았으나, 그러나 그 비율은 우리 육군에게 아름다운 검은 색 이름을 줄 만큼 크고, 우리는 강간 군대로 인식되고 있다" 로버트 릴리의 군사 기록에 따르면, 1942년부터 1945년 사이 미군은 영국, 프랑스, 독일에서 14,000명을 강간했다. 릴리는 미군의 5%가 강간을 한 것으로 주장하고, 17,000명의 병사가 강간했으며 분석가들은 50%(보통 평화 기간)이 강간한 것으로 주장하고 있다. 릴리가 낮은 숫자를 주장하는 것은, 제2차 세계 대전에서 강간은 "그 책임은 지휘관이 아닌 피해자였다"라는 것이 "중요한 차이"이다.
독일군은 많은 소년병들을 오랜 기간 점령한 프랑스나 덴마크에서 차출했다. 전쟁 후, 그 어린이들과 부모들은 비난을 당했다. 노르웨이에서는 "Tyskerunger"(독일 아이들)로 비난당했다.

#### 일본
일본 본토는 USS 미주리 호에서 항복하기 직전에도 상당 부분은 적에게 점령되지 않았기 때문에 미군의 강간이나 집단 강간을 경험하지 않았다. 그러나, 미국이나 호주 같은 연합군이 일본 본토 점령 전 오키나와에서 강간을 했다는 증언이 있다.

## 전후 긴장

### 유럽

제2차 세계 대전 이후 중앙-동유럽의 국경 변화와 공산주의 동구권의 수립 국가.

서구 연합군과 소련 사이의 동맹은 전쟁이 끝나기도 전에 저하되기 시작하여, 스탈린, 루즈벨트와 처칠은 폴란드 망명 정부 인정 여부에서 스탈린과 루즈벨트/처칠은 갈등을 빚었으나, 결국 스탈린이 승리했다.
연합국 지도자들은 미국과 소련의 전쟁 가능성을 느꼈다. 1945년 5월 19일, 미국 국무차관 이오시프 그레우는 이를 불가피한 것이라고 발표했다.
1946년 3월 5일, 윈스턴 처칠은 풀턴의 웨스터민스터 대학의 연설에서 "평화의 원동력"에서 유럽 전역이 철의 장막의 그림자에 덮여 있다고 주장했다. 그는 스탈린이 동부와 서부 사이에 철의 장막을 세울 것이라고 말했다. 스탈린은 자본주의와 공산주의 사이에는 공존이 불가능하다고 맞대응했다. 1948년 중순 소련은 서베를린에 대한 봉쇄 조치를 내렸다.
소련의 유럽에서의 확장의 공포로 인해, 미국은 1949년 언싱커블 작전이라는 코드명을 가진 비상 계획을 세운다. 이 계획은 소련의 서유럽 잠식에 대응하기 위해 소련과 그 동맹국에 대한 핵전쟁 및 재래식 전쟁을 시작하는 것으로 약 1957년에 근동이나 극동 아시아에서 일어날 것으로 예상했다. 대응 계획으로는 미국은 원자 폭탄 및 폭발성이 높은 폭탄으로 소련에게 포화한 후 소련을 점령하는 계획이었다. 나중 몇 년에 소련은 종래의 군사력을 유지하는 동안 군사 지출을 줄이기 위해 미국 대통령 드와이트 D. 아이젠하워의 대량보복전략을 선택하여, 유럽과 소련 외의 핵 비확산을 위해 미국의 핵력에 의존했다. 이 전략은 미국의 원자력 군과 비-핵 군, 해군을 타격하는 것이었다. 소련은 이 방식에서 "핵 협박"이라는 방식을 선택했다.
그리스에서는, 1947년에 미국-영국 지원의 정부파와 공산당 하의 그리스 민주군 사이에 그리스 내전이 발발하여 정부파가 승리했다. 미국은 그리스와 그 이웃 나라인 터키에 대한 군사 원조 및 경제 원조의 대규모 프로그램을 시작하며 소련이 NATO 방어선의 가장자리를 파괴하고 중동의 석유를 장악하지 못하게 했다. 1947년 3월 12일, 미국 대통령 해리 S. 트루먼의 자유 세계로 알려진 트루먼 독트린이 미국 의회의 지원을 얻었다.
미국은 소련에 대한 위협에 대응하기 위해 경제적, 정치적으로 강력하게 연합된 서유럽을 만들고자 모색했다. 그로 인해 유럽 부흥 계획 등을 이용하여 공개적으로 연합을 이루게 하였다. 국제 루르 통치 기관은 독일 산업을 유지하기 위한 유럽 석탄 철강 공동체로 발전하며, 이는 유럽 연합의 기둥이 된다. 또한, 미국은 유럽 통합을 홍보하기 위해 유럽 연합 미국위원회를 설치하여 유럽 연합 운동에 자금을 지원했다. 서유럽의 소련 공격에 대응하기 위해 1948년에 서유럽 연합을 창설하고, 1949년에 북대서양 조약 기구을 창설했다. 초대 NATO 사무총장인 로드 이즈메이는 공식석상에서 이 조직의 목표는 "미국에 대한 소련 공격을 막고, 독일 패배를 저지하기 위해서"라고 발표했다. 그러나, 서독의 인력 및 산업 생산 수준이 매우 저조해져 종래의 서유럽 방어가 약해졌다. 이를 해결하기 위해, 1950년 미국은 유럽 방위 공동체에서 서독을 포함시켰다. 이 시도는 1955년 5월 9일 프랑스 의회에 의해 거부되었으나, 그 대신 서독이 북대서양 조약 기구에 가입했고, 그 결과 5일 후 바르샤바 조약 기구가 창설되었다.
또한, 냉전으로 인해 자유유럽방송, 소련 정보연구부, 겔렌 조직, 미국 중앙 정보국, 특별 활동 사단, 소련 국가보안부 등 선전 및 정보부 단체가 창설되었다.

### 아메리카

#### 미국
미국은 1948년 7월 26일 미국 대통령 해리 S. 트루먼에 의해 연방집행명령 9981이 발효되었다. 이 집행명령은 미군에서 유색인종의 입대와 군내생홀의 차별을 폐지하는 명령이었다.
1947년 A. 필리프 랜돌프와 그의 동료 그렌트 레이놀즈와 함께 군내 생활에 대한 차별을 없에기 위한 방침으로 "짐 크로우 군사 생활 및 교육 위원회"를 창설했고, 나중에 군대에서의 차별 폐지 운동을 이끌었다. 또한, 트루먼 대통령은 연방집행명령 8802에서 미군의 모든 인종, 종교, 국가를 바탕으로 한 입대 및 기회의 불평등을 없애는 행정명령을 집행했다.

### 아시아

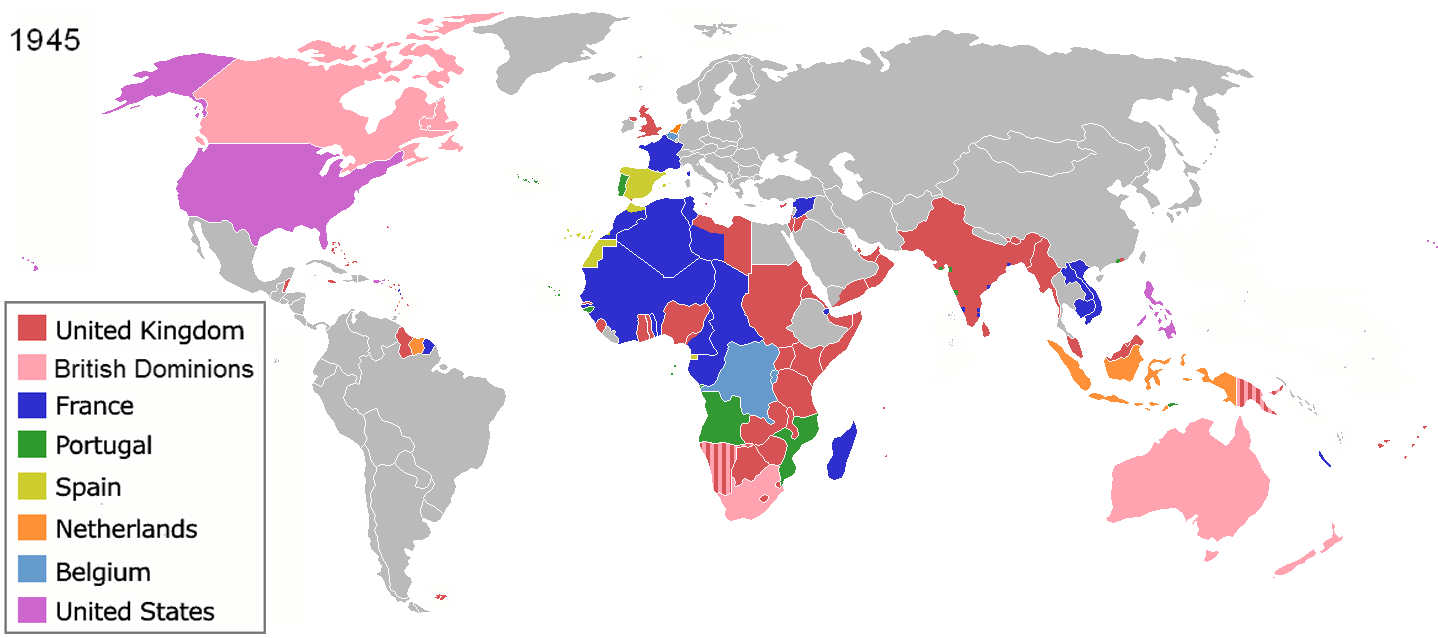
1945년 제2차 세계 대전 이후 세계의 식민지지도.

아시아에서의 일본의 항복은 동양과 서양의 분할 뿐 아니라 유럽 식민지 지역의 독립으로 인해 상황이 복잡해졌다.

#### 중국

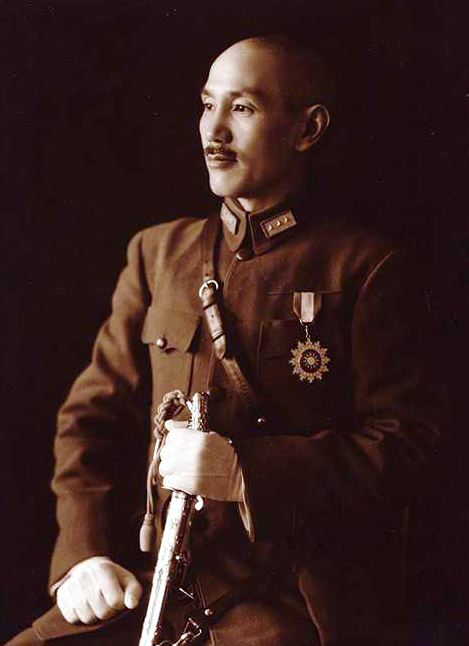
중국 국민당의 지도자인 장개석.

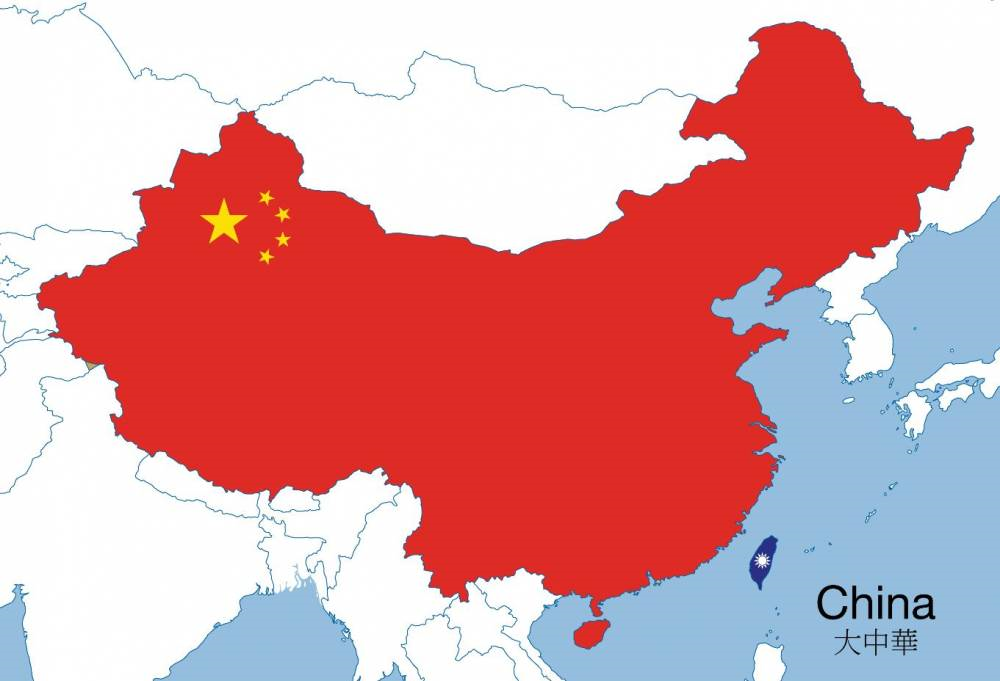
1949년 국공 내전에서 중화인민공화국이 승리한 이후의 중국지도. 중화민국이 타이완으로 이전한 이후, 아직도 양측은 모호한 양안 관계를 유지하고 있다.

중국 국민당과 중국 공산당 사이의 갈등으로 시작된 국공 내전은 중일 전쟁 때 제2차 국공 합작의 타결로 일시 중단되었다. 중일 전쟁에서 일본이 물러간 이후 승전국으로 유엔의 상임이사국이 되었지만, 이윽고 덮어두었던 분란의 조짐이 다시금 고개를 들었다. 미국까지 나서서 양측을 중재하려 했으나 결국 내전의 재개는 현실이 되었고, 국민당은 미국의 지원에도 불구하고 사실상 패배, 공산당이 궁극적으로 승기를 잡게 되었고 베이징에서 중화인민공화국 수립이 선언되었다. 장제스 휘하의 국민당은 타이완으로 중화민국 정부를 이전하면서 두 개 정부가 되었다. 현재까지도 중화인민공화국과 중화민국이 동시에 존재하기 때문에 누가 '중국'의 유일하고 합법한 정부인지에 대한 논란만 키우며 양안 관계를 유지하고 있다. 중화인민공화국은 실질적으로 중국 영토의 대부분을 차지하고도 유엔에 비교적 늦게 진출하였는데, 이는 기존의 중화민국이 유엔에서 누리는 권리를 그대로 인정한 보수적인 분위기와 냉전 중에 벌어진 한국 전쟁에서 침략자로 규정된 조선민주주의인민공화국을 원조했다는 이유로 약 20년간 '죽의 장막' 속에 갇혀 소외됐었다. 그러나 1971년 유엔 총회에서 중화민국이 누리던 중국 대표 자격과 상임이사국 지위를 중화인민공화국에게 이양하는 것을 결의하여, 중화민국은 외교적으로 급격히 몰락해 냉엄한 국제사회에서 사실상 소외되고 말았다.

#### 한국
얄타 회담에서, 연합군은 전후 한국의 4국 신탁 통치에 동의했다. 일본 항복 후, 회의의 결과는 소련과 미국의 한반도 분단으로 바뀌었다. 이 조약으로 미국 점령하의 남한에는 대한민국이, 소련 점령하의 북한에는 조선민주주의인민공화국이 각각 건국되었다. 

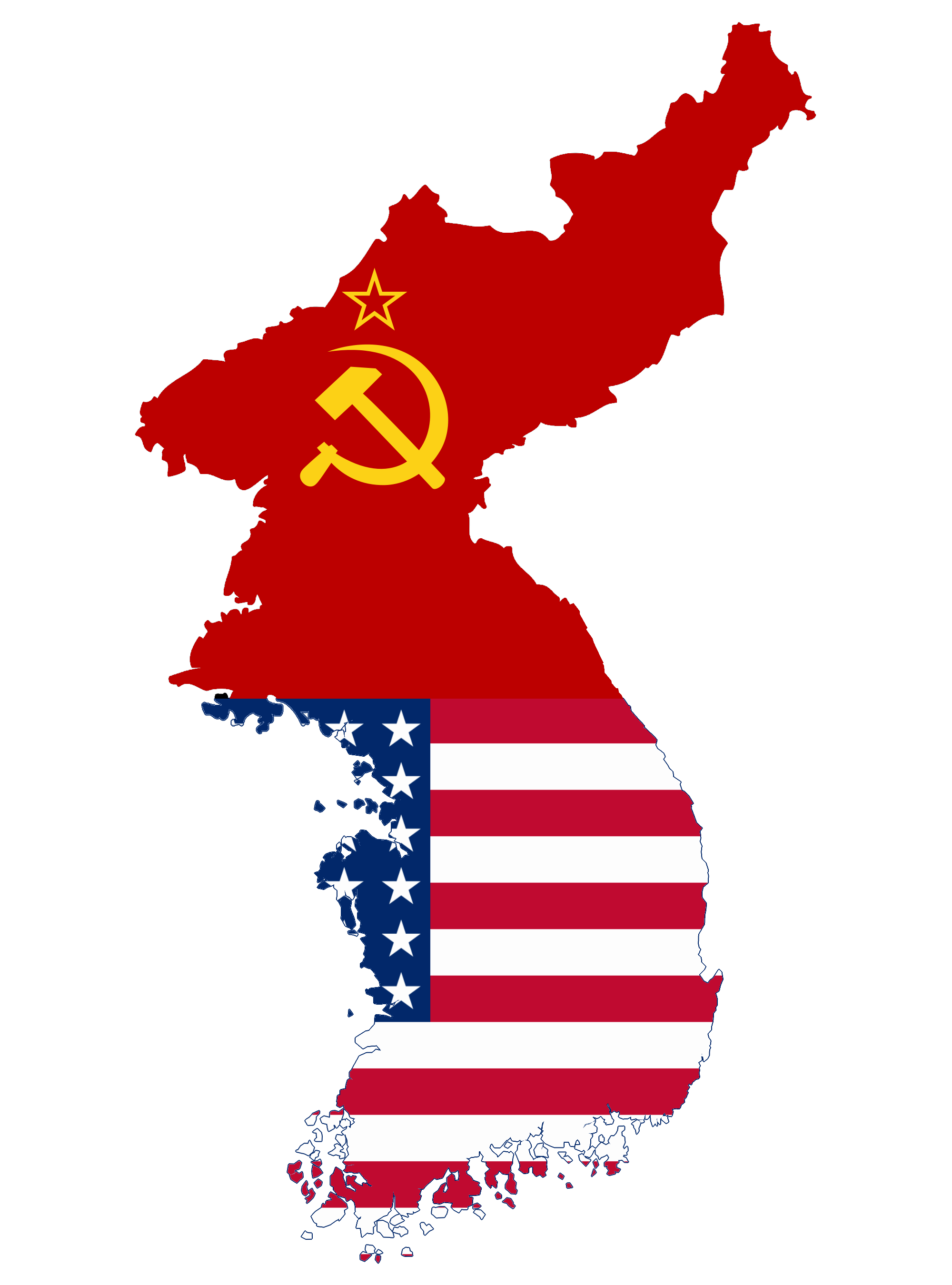
소련이 만주 전략공세작전에 의해 청진 전투가 벌이지자 미국은 소련의 남진을 막기 위해 한반도 38선 북쪽 지역을 내주기로 합의하고 남쪽은 미국이 가지기로 하면서 결국 한반도 분단이 찾아오면서 지금까지도 이어지고 있다.

일제강점기 이후 한반도는 부분적으로 만주 전략공세작전에 의해 소련이 한반도 북부 일부를 장악했고, 전후 미국 전쟁부에 의해 북위 38도선으로 분할을 결정한다. 미군정 하에, 미군은 서울을 수도로 정했다. 미군의 총사령관인 중장 존 하지는 전 일본 행정 공무원을 정부로 채용했다. 군사분계선 북쪽은, 소련이 만주에서의 공세로 한국에서의 독립군의 무장 해제와 제대를 관리했다. 동시에, 소련은 북부의 친공산주의자들에게 중무장을 공급했다. 또한, 남한 좌익 노선의 반란인 여수·순천 사건은 한국전쟁 발발 2년 전이며 대한민국 건국 2개월 뒤인 1948년 10월 19일, 중위 김지회, 상사 지창수를 비롯한 일련의 남로당 계열 장교들이 주동하고 2,000여 명의 사병이 전라남도 여수군에서 봉기함으로 인해 이를 진압하는 과정에서 좌·우익세력으로부터 전남동부지역의 수많은 민간인이 희생된 사건이다. 정부 진압군경이 여순 사건을 진압하는 과정에서 최소 439명의 민간인이 학살되었다. 이 사건을 계기로 이승만은 반공주의 노선을 강화하였다. 이후 38도선은 1948년 이후 정치적 분단선으로 바뀌었고, 38도선을 기점으로 남과 북에 따로 정부가 생겼으며 각국은 자국이 한반도에서 합법적인 대표 정부라고 주장했다. 그리고, 1949년에 미국이 남한에서 철수하고 애치슨 선언에서도 한국이 제외되는 동시에 같은 해 국공 내전의 혼란 속에서 중화인민공화국이 수립되었다. 이런 걸 바탕으로 김일성이 한국 전쟁을 통해 자기도 적화통일을 실현하기 위해 1950년 6월 25일 조선민주주의인민공화국이 남침함으로써 한국 전쟁이 시작되었으나 미국을 비롯한 UN군의 참전에 대응해 중공군까지 가세해 세계대전이 우려되던 와중에 휴전협정이 체결되었다.

#### 인도

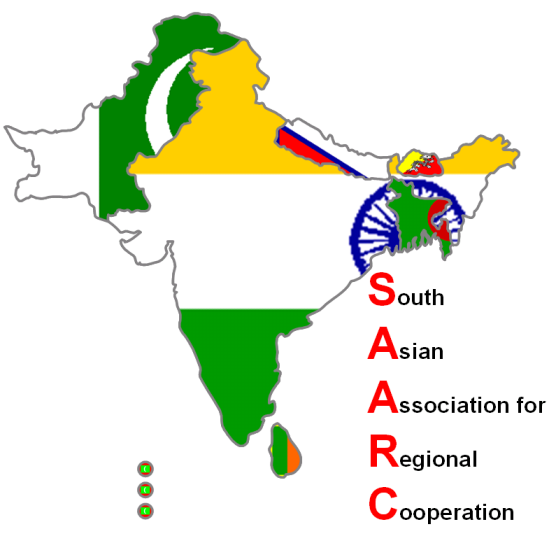
1947년 8월 15일의 인도 제국의 세 분할.

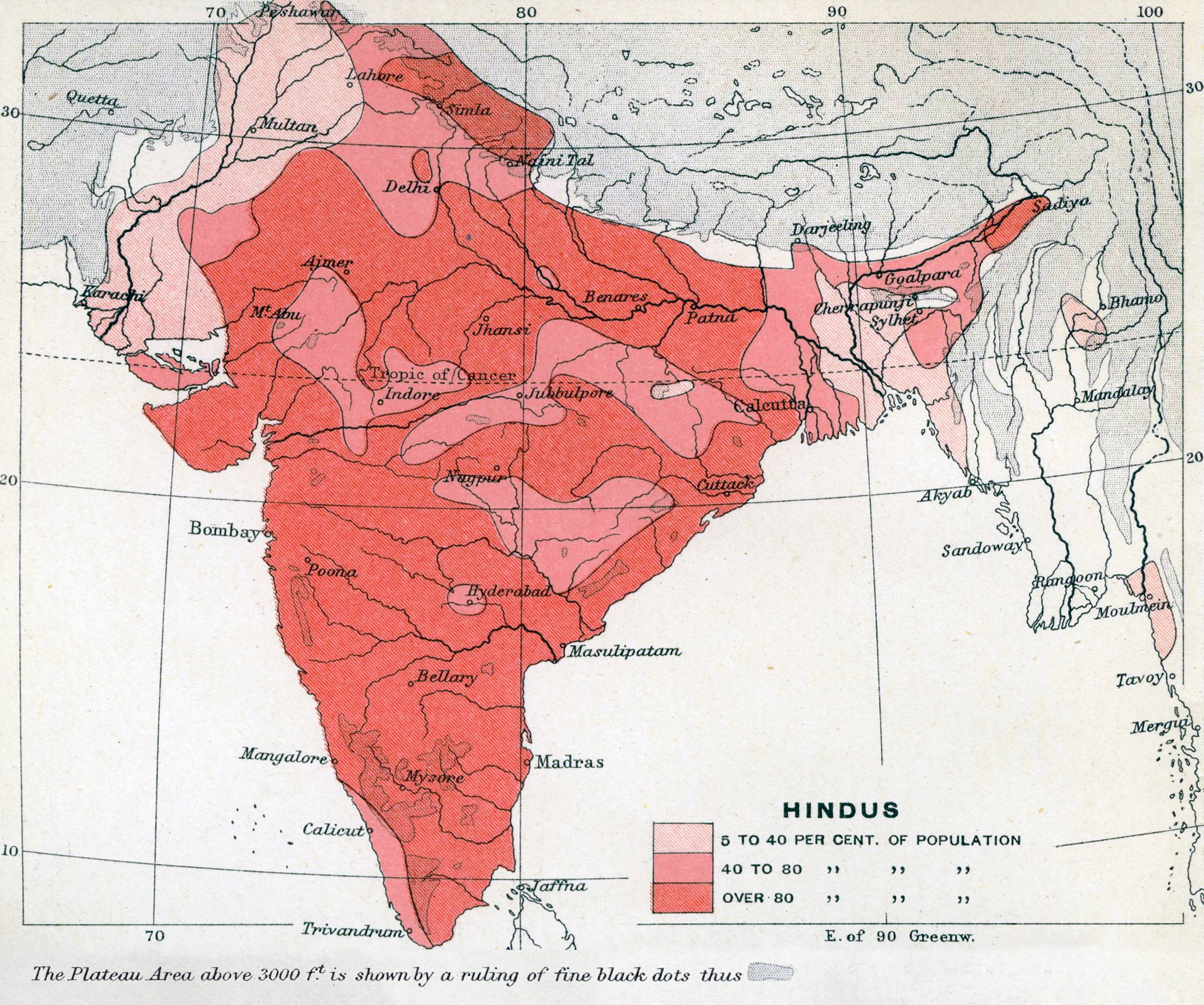
1909년 영국령 인도 제국의 힌두교도 비율.

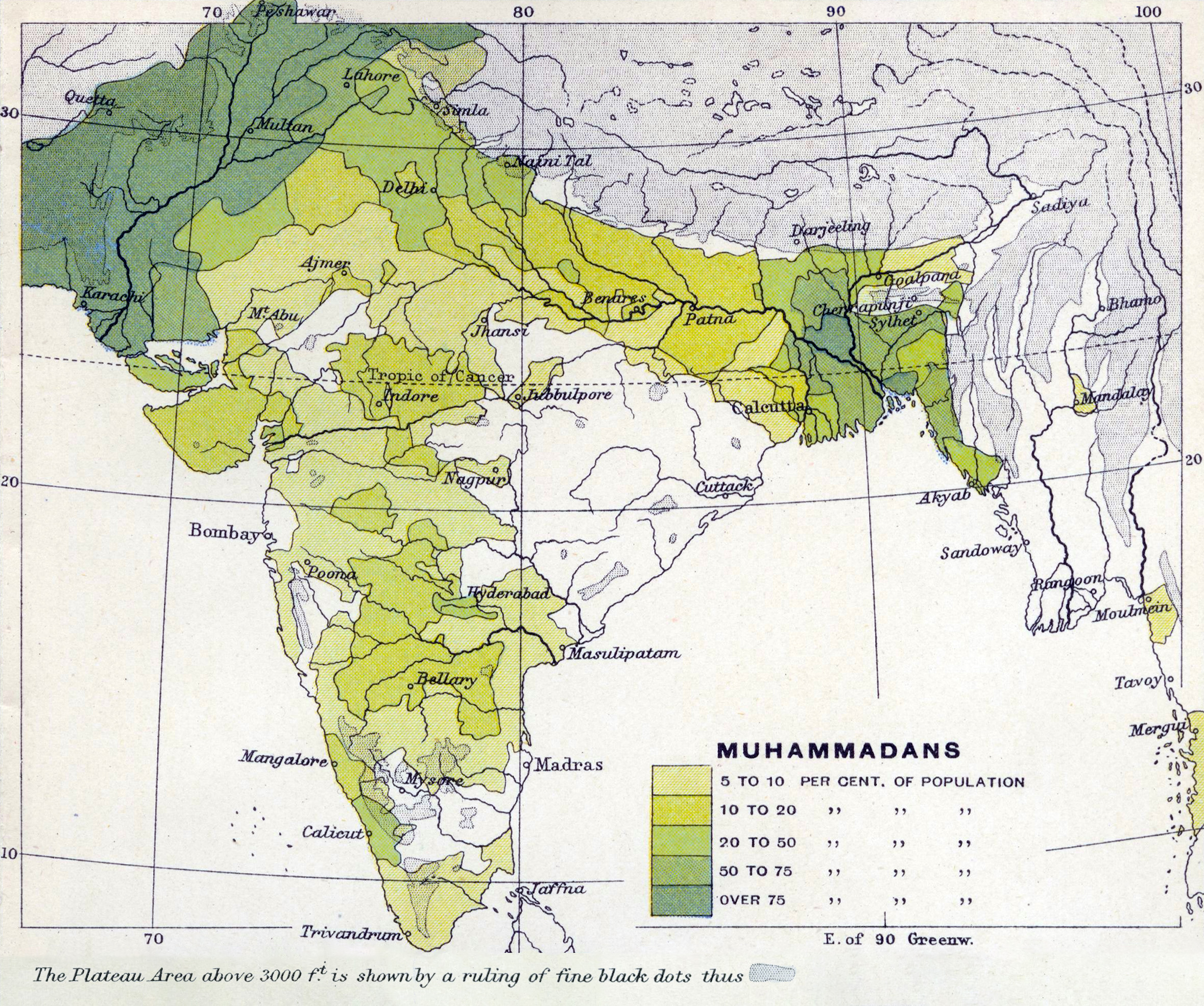
1909년 영국령 인도 제국의 이슬람교도 비율.

인도 독립의 열망과 함께, 힌두교와 이슬람교도 사이의 긴장도 높아졌다. 이슬람교도는 항상 인도 아대륙에서 소수였으며, 독립 운동 후의 독립 정부도 힌두교 정부로 예상되었으며 비록 그들은 영국의 점령에 대해 저항하기는 하였어도 또한 힌두교에게도 저항했으며, 비록 마하트마 간디가 놀라운 리더십으로 단결을 촉구했어도 그때뿐이었다. 영국은 제2차 세계 대전 이후 극단적으로 약화되었으며 영국은 인도 임시 정부에게 독립을 약속했다. 영국령 인도 제국의 영토가 1947년 독립된 후, 인도는 인도 자치령과 파키스탄 자치령으로 분할되었다. 펀잡 주와 벵골의 분할 분쟁은 시크교도의 폭동으로 발발했으며, 힌두교 지역의 이슬람교도와 이슬람교도 지역의 힌두교도 대폭동으로 인해 최소 50만명이 사망했다. 또한, 현대사에 기록적인 가장 큰 인구 대이동으로 12억명의 힌두교도와 시크교도, 이슬람교도가 새로 탄생한 인도와 파키스탄(각자 1947년 8월 15일과 14일 독립)으로 대이주했다. 또한, 1971년에는 파키스탄의 구 이스트벵골과 동파키스탄이 방글라데시로 독립했다.

#### 말레이시아
1946년 말레이시아는 노동자들의 불안으로 영국에게서 독립했다. 1948년에는 테러 발발로 인해 비상 사태가 선포되었다. 이 상황은 반영 사상의 독립 세력인 말레이시아 해방군과 말레이시아 공산당의 전면적인 식민지 해방 전쟁으로 심화되었다. 이 비상사태는 12년간 지속되어 1960년 종료된다. 1967년에는 공산당 반란전으로 알려진 공산당 지도자 친 펑이 전투를 재개하나, 1969년에 영국 연방의 승리로 끝난다.

#### 프랑스령 인도차이나
제2차 세계 대전 종전 직후, 프랑스령 인도차이나(지금의 베트남, 라오스, 캄보디아)에서 식민지 전쟁인 제1차 인도차이나 전쟁이 발발하고, 이는 베트남 전쟁으로 이어진다.
제2차 세계 대전 중에, 비시 프랑스 정부는 일본 정부와 협력했다. 친공산주의의 시민 전선 비엣민(연합군이 지원)은 1941년부터 베트남의 독립을 위해 베트남 식민지에서 일본군과 프랑스군 모두에게 저항했다. 1945년 베트남 대기근 이후, 베트남 비엣민은 쌀 창고를 약탈하며 베트남에게 세금 납부 거부를 촉구하며 지원이 강화되었다. 그 이유는 프랑스 식민지 행정부가 자유 프랑스와 비밀 교섭을 시작하여, 일본은 1945년 3월 9일 점령했다. 일본이 8월에 항복한 후, 베트남 진공을 시작하여 비엣민은 8월 혁명으로 권력을 잡고 베트남 민주 공화국의 독립을 선포했다. 그러나, 연합군은 (소련 포함) 프랑스가 모든 지역을 점령하는 데에 동의했다. 중화민국 군대는 북쪽에서, 영국군은 남쪽에서(프랑스 군은 없음) 전진한 후 1946년 3월 점령 후 프랑스에게 행정권을 주었다. 프랑스 정부와 베트남 민주 공화국을 통일할려는 시도가 실패한 후, 비엣민은 같은 해 프랑스에서 반란을 일으키며(라오스, 캄보디아 포함) 제1차 인도차이나 전쟁이 시작되었다.
이 전쟁은 프랑스가 휴전을 하고 선거가 시작될 때까지 임시적으로 유지한다는 조건으로 1954년 끝났다. 베트남 민주 공화국이 북쪽을 점령하는 동안 남쪽에서는 베트남 공화국이 응오딘지엠에 의해 형성되었으나, 미국 감독하의 선거를 열라는 것에는 반대했다. 남부의 공산당은 남베트남 민족해방전선은 베트남 민주 공화국을 따라 남부와 북부를 통일하기 위해 전투하며 베트남 전쟁이 시작하고, 결국 베트남 민주 공화국의 통일로 1975년 끝난다.

#### 네덜란드령 동인도

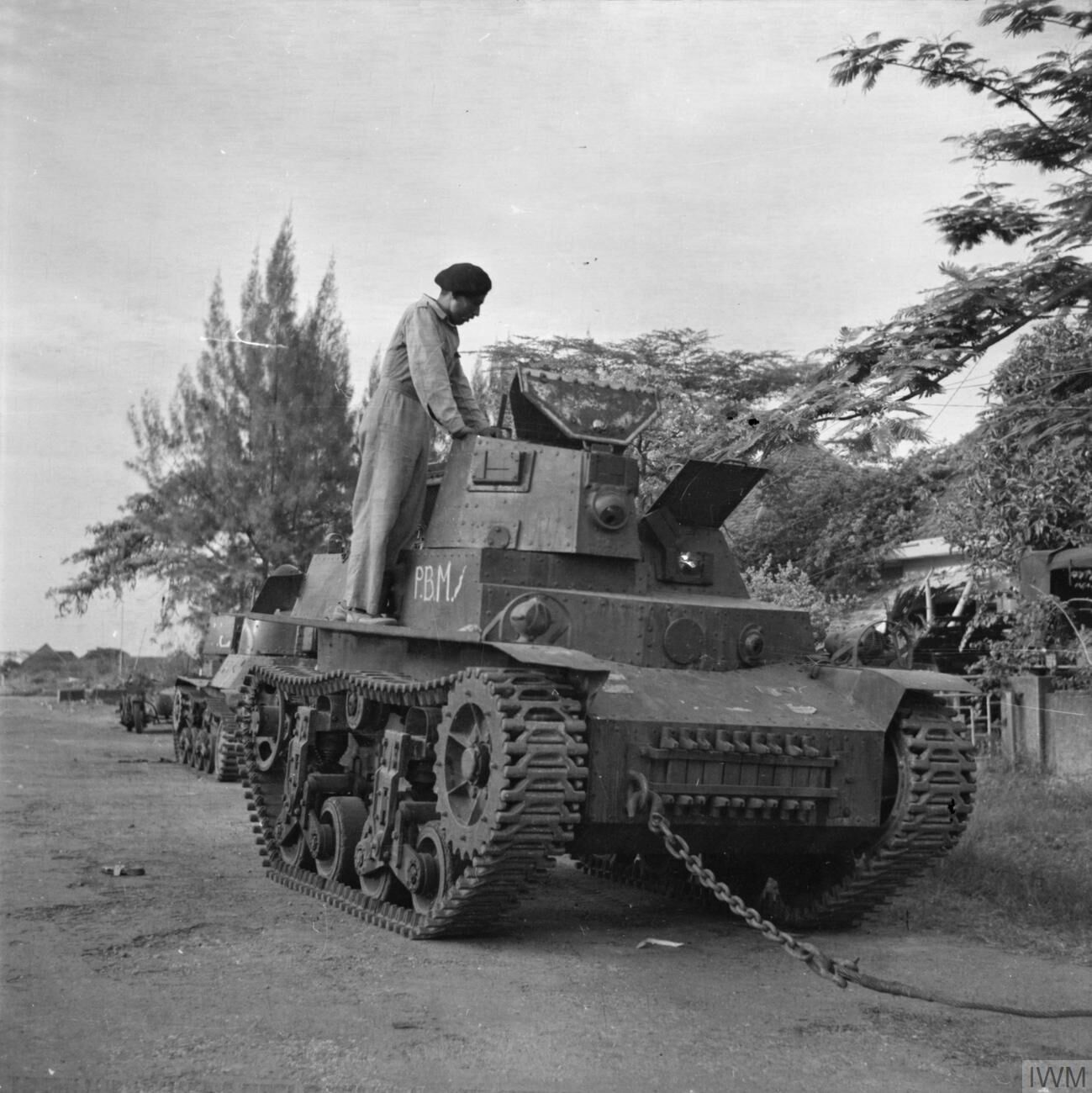
수라바야에서 영국군 휘하의 인도군이 인도네시아의 경전차를 탈취한 모습.

일본은 인도네시아를 점령하며 네덜란드 대신 식민지로 점령했다. 최상위 신분은 일본인이었지만, 네덜란드인 대신 인도네시아인이 우대받았다. 1945년 8월 일본 항복 후, 수카르노와 모하마드 하타 등 민족 지도자들은 독립을 선포했다. 4년 반 동안의 전쟁 동안, 네덜란드는 유럽 부흥 계획에서 지원받은 금액의 대부분을 이용했다. 네덜란드는 아시아 식민지를 유지하기 위해 영국의 지원을 요청했다. 영국은 인도네시아 전쟁을 위해 항복 일본군 35,000명을 지원했다.
네덜란드가 점령한 인도네시아 대부분은 파르타잔 투쟁이 일어나고 인도네시아 대다수와 국제 여론으로 인해 인도네시아가 독립했다. 1949년 12월, 네덜란드는 인도네시아의 정식 주권을 인정했다.

#### 필리핀

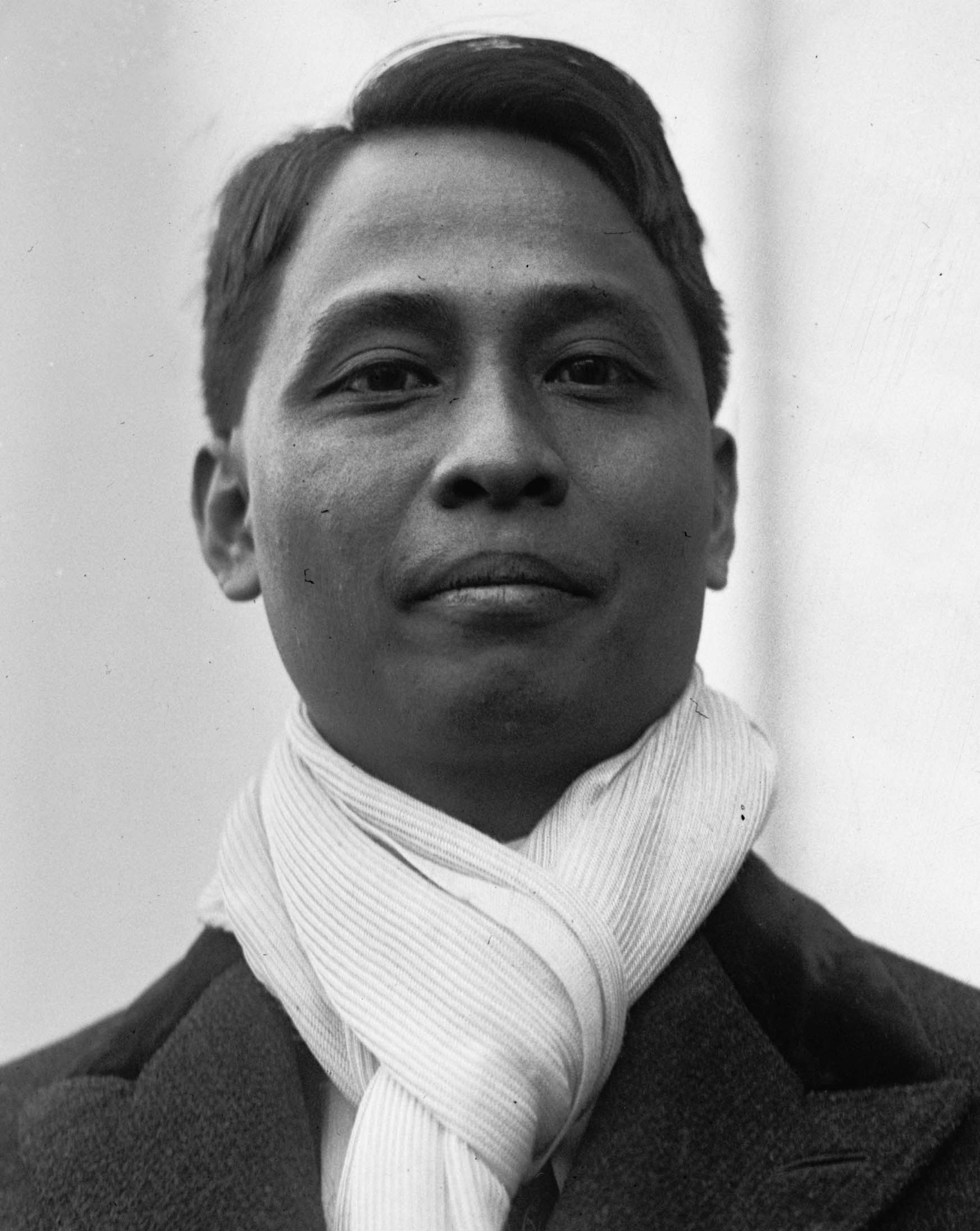
1946년부터 1948년까지 필리핀 자치령의 4대 대통령이었던 마누엘 로하스.

1946년 4월 열린 필리핀 선거에서, 마누엘 로하스는 독립 필리핀의 첫 대통령이 되었다. 미국은 1946년 7월 4일 마닐라 조약에 따라 필리핀의 주권을 이양한다. 그러나, 필리핀의 경제는 미국의 경제에 크게 의존했었고, 미국 고등판무관인 파울 V. 멕너트는 "필리핀은 미국의 또 다른 주와 가까울 만큼 의존"한다고 말했다. 필리핀 무역법에 따르면, 미국은 전쟁 재활 보조금을 두 나라의 경제 종속성을 악화하는 것을 전재로 지원받았다. 또, 군사 원조 협정으로 미국은 1947년부터 99년 동안 필리핀에 군사 기지를 양도받는 협정을 체결했다.

### 아프리카

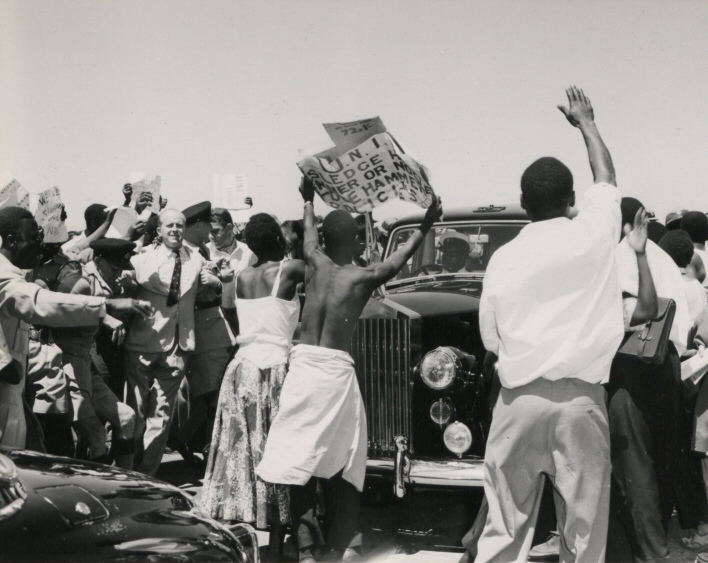
북로디지아가 독립하자 환호하는 잠비아 국민.

제2차 세계 대전 당시 영국은 아프리카의 추축국 세력을 몰아내는 데 지원하는 것을 요청하지만, 아프리카 국가들의 독립에 대해서는 언급하지 않았다. 독일은 영국 세력에 대한 도전으로 선전포고를 하였다. 당시 극동의 일본 제국은 심각한 자원 부족을 겪고 있었다. 따라서, 아프리카는 이 부족 현상을 해결하기 위해 크게 변경한 사항들로 혜택을 받았다. 유럽이 직면한 또 다른 문제는 U-보트가 대서양을 봉쇄하기 시작한 것이었다. 이로 인해 유럽으로 가는 원료의 양이 감소하고 아프리카 지역 내의 산업이 활성화되기 시작했다. 지역 산업의 성장은 새로운 도시가 생기게 되었고, 마을은 점점 더 커지게 되었다. 도시 산업이 성장함에 따라 노동 조함도 결성되기 시작했다. 또한, 노동 조합은 도시화의 능력을 가져왔고 독립적인 신문이 허용되게 하였다.
1941년 2월 12일, 미국 대통령 루즈벨트는 윈스턴 처칠과 함께 전후 세계를 논의하기 위해 모였고, 그 자리에서 대서양 헌장을 발표했다. 루즈벨트에 의해 도입된 조항 중 하나는 제국 식민지의 자유 보장이 있었다. 제2차 세계 대전 이후 미국은 아프리카 식민지에게 압력을 넣어 영국에게 대서양 헌장을 준수하라고 주장했다. 윈스턴 처칠은 영국 의회에게 옛 독일의 식민지를 점령할 수 없게 되었다. 전후 영국은 아프리카 식민지를 "어리고" "미숙한" 상태로 계속 간주하여 그들은 지방 수준에서만 민주 정부를 도입했다.
1930년대, 식민지들은 때때로 서양 대학에서 교육을 받은 엘리트들은 민족 자결 같은 사상에 대해 익숙했다. 이런 독립의 "선두 민족"의 지도자들은 케냐의 조모 케냐타, 황금 해안(현 가나)의 콰메 은크루마, 세네갈의 레오폴 세다르 상고르, 코트디부아르의 펠릭스 우푸에부아니들이 있으며, 이들은 독립 투쟁을 이끌었다.

### 비밀 작전 및 스파이

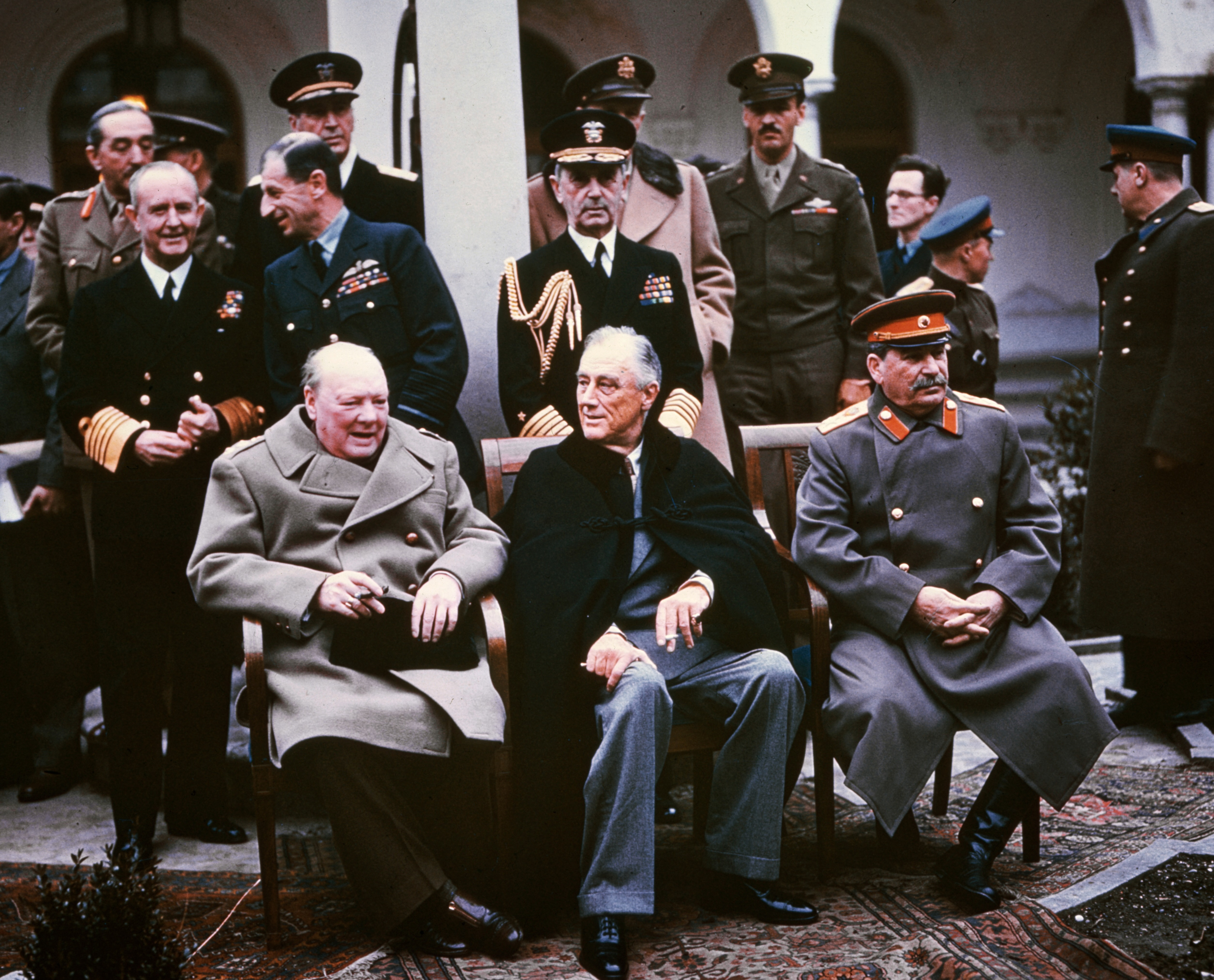
얄타 회담에서의 빅 3인 윈스턴 처칠, 프랭클린 D. 루즈벨트, 이오시프 스탈린. 이 세 나라 사이 간의 외교 관계는 제2차 세계 대전의 여파로 완전히 바뀌었다.

발트 해에 대한 영국의 작전은 1944년 나치에 대항하여 세워졌으며 전쟁 후 시작되었다. 정글 작전에서, MI6으로 알려진 영국 비밀정보청은 1948년부터 1955년까지 발트 해에서의 비밀 요원을 모집하였다. 이 작전의 지휘관들은 알폰스 레바네, 스애스이스 졔만타스, 루돌프스 실라쟈스가 포함되었다. 이 요원들은 "영국 발트 해 어업 보호 차원"으로 보내졌다. 그들은 영국 점령하의 독일에서 시작하여, E-보트를 이용하여 크릭스마르네의 승무원이나 임원들을 포섭했다. 또한, 영국 첩보원들은 핀란드 국경 건너편에서 반공산주의 첩보원들을 투입하여 소련의 관료들을 암살하라는 명령을 내리기도 했다. 결국, 소련 국가보안위원회의 킴 필비가 역첩보를 시작하면서 MI6의 발트 국가에서의 영역을 없앨 수 있었다.
유럽에서 미국이 이룬 명성은 베트남과 중동에서 실추되게 된다.
KGB는 냉전 당시 유럽보다 제3세계에서 승리할 수 있다고 믿었다. 모스크바는 나중에 아프리카에서 몇 년을 팔 수 있는 연료를 비축했다. 몇 년 후, 냉전에서 위성 국가로 이용된 아프리카 국가들은 "불량 국가"가 되게 된다.

### 전 적군의 과학자 채용

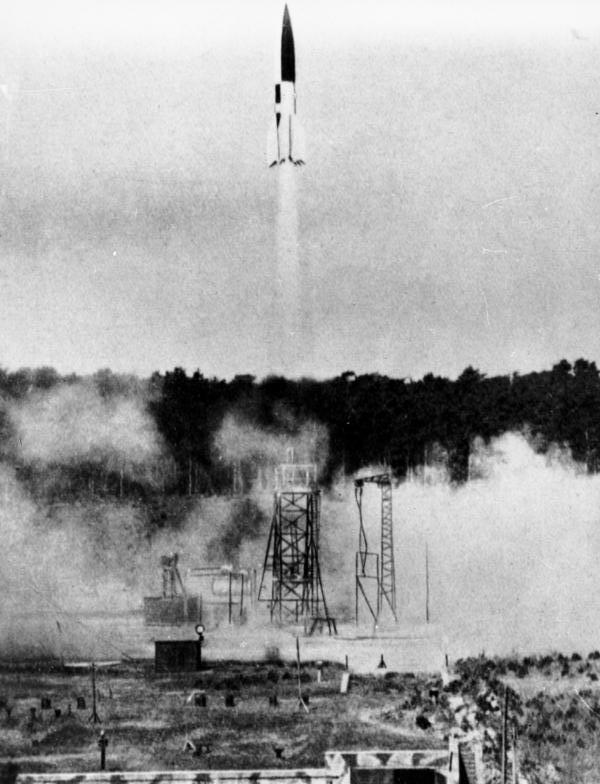
1943년 독일 발트 해안 피네문데에서 발사한 V-2 로켓.

전후 유럽의 분열이 시작되었을 때, 전쟁 범죄 프로그램과 영국과 미국의 비나치화 프로그램으로 독일 과학자, 특히 핵 및 장거리 미사일 관련 과학자들을 포섭했다. 그 전, 독일이 독일 장거리 미사일을 시험한 피네문데를 점령했다. 서방 연합군은 압류한 비밀 무기 및 포섭된 임원들에 대해 소련과의 협력을 거부했다.
종이클립 작전에서, 1945년부터 미국은 미국과 영국에게 빚진 지적 재산권과 특허 및 산업에서 100억 미국 달러(2011년 기준 1190억 미국 달러)와 1,600명의 독일 기술자와 과학자를 데려갔다. 1945년 후반, 독일의 로켓 과학자들은 포트 블리스, 화이트샌드 미사일 시험장, 뉴멕시코주 세 부분으로 나누어 “전쟁부 특별 임원”으로 배치되었다.
후에 일부 종이클립 작전의 과학자의 전시 활동이 밝혀진다. 아르투르 루돌프는 1984년 미국을 떠나면서 기소가 불가능해졌다. 마찬가지로, 종이클립 작전으로 1946년 미국으로 오게 된 게오로그 리크헤이는 1947년 미텔바우 도라 전범 재판을 받기 위해 독일로 송환되었다. 그의 석방 후, 1948년에 다시 미국으로 돌아와 미국 시민이 되었다.
소련은 1946년에 오브차카 작전을 시작했다. 내무인민위원회와 소련군은 전후 독일 소련 점령 지역에서 군사 관련 기술 전문가 수천명을 추방시켰다. 소련은 약 1만명에서 15,000명으로 예상되는 전문가들과 가족들을 추방하기 위해 92대의 기차를 이용했다. 또한, 관련 장비도 이동되어 연구 및 생산 센터를 이식하는 것을 목표로 노르트하우젠의 미텔베르크 V-2 로켓 센터를 독일에서 소련으로 옮겼다. 또한, 헬무트 그로트럽 등 미텔베르크 센터의 연구자 2백명도 데려갔다. 또한, AEG, BMW의 슈타스푸르트 로켓 추진 연구팀, 이게파르벤 레우나 화학 제품 팀, 융커스, 쇼트, 지벨, 텔레푼켄, 칼자이스 등의 임원들도 옮겼다.
이 작전은 NKVD의 이반 세르오프에 의해 명령되어, 소련의 독일 군사 행정 기구의 지역 통제가 불가능해졌다. 이 작전의 가장 큰 이유는 독일군 청산 중에서 연합군 점령위원회가 협정을 불응한다고 소련이 발표했다. 일부 서부 연합군 관계자는 오브차카 작전은 그 전에 계획되었으므로 독일 통일사회당의 당선 실패에 대한 보복이라고 생각한다.

## 기술 발전

### 에니악

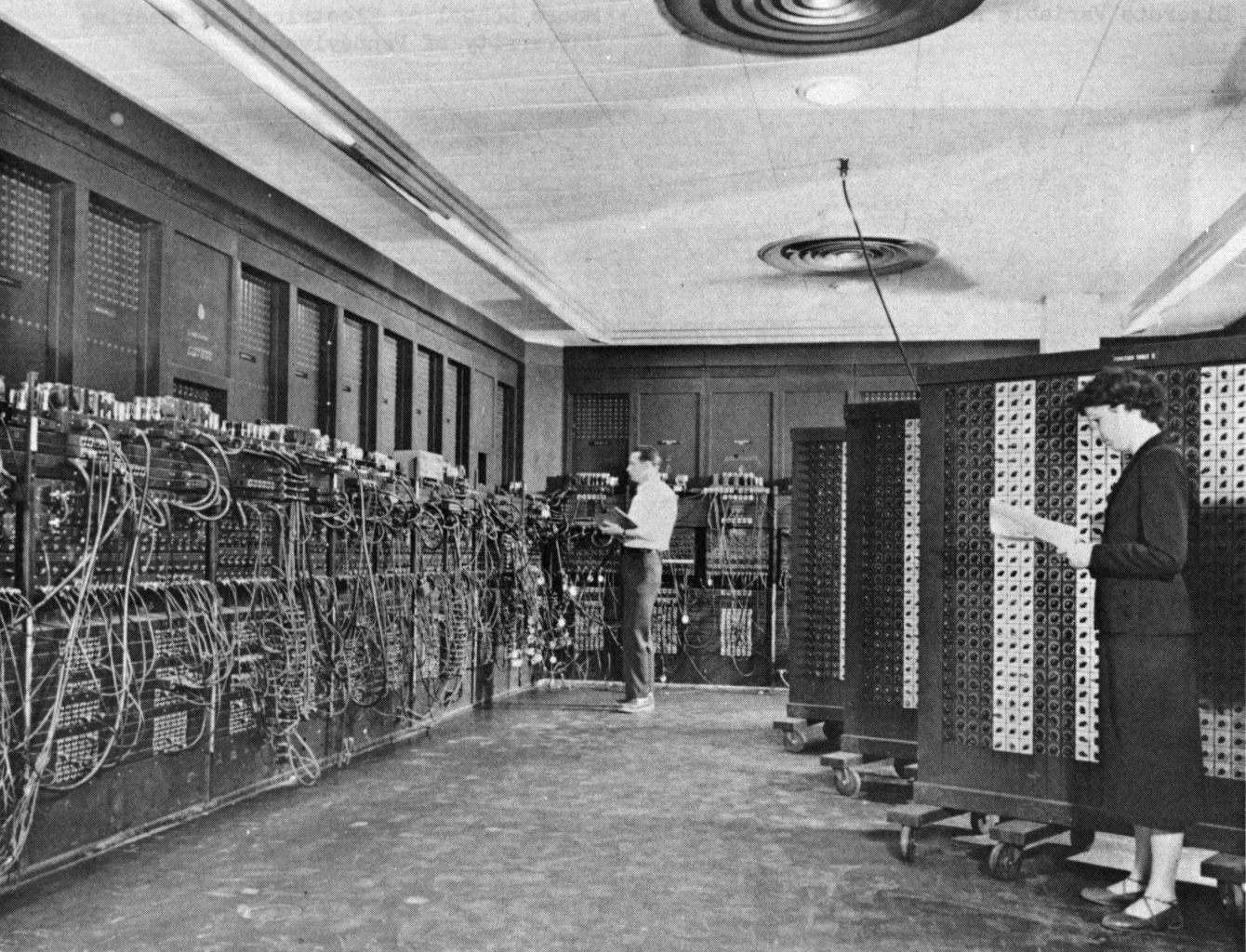
미국 탄도연구소 건물 328의 에니악 (미국 육군 촬영).

에니악의 설계와 제작은 제2차 세계 대전 당시 미군이 진행하였다. 1943년 6월 5일 건설 보고서가 서명되고, 다음 달 이는 펜실베이니아 대학교의 무어 전기 공학부의 코드명 "PX 계획"으로 시작되었다. 완성된 기계는 1946년 2월 14일 발표되고, 공식적으로 다음 날 사용되고 펜실베이니아 대학교에서만 사용된 비용은 약 50만 달러였다(2012년 기준 6백만 달러). 이 기계의 이용은 1946년 7월 미국 육군 병기병과에서 허가되었다. 에니악은 1946년 11월 9일 보수와 메모리 업그레이드를 위해 꺼졌으며, 1947년에는 메릴랜드주의 에버딘 실험 구역으로 옮겨졌다. 1947년 7월 29일 다시 작동이 시작되었으며 1955년 10월 2일 오후 11시 45분까지 계속 작동했다.

### 1946년 미국 원자력법
1946년 미국 원자력법은 미국 연방 정부가 영국 및 캐나다 연합국과 함께 원자력 기술을 제어 및 관리하는 법이다. 대부분의 경우, 오히려 군사적 통제보다 핵무기 개발과 원자력 발전은 민간에게 있었으며 또한 미국 원자력위원회를 설립하기 위해 만들어졌다. 이는 미국 상원의원의 민주당 코네티컷주의원인 브리엔 멕마흔의 지원으로 만들어졌으며, "원자력 에너지를 위한 미국 상원 특별위원회"에서 1945년 말과 1946년 말의 심사에서 법의 통과를 이끌었다.
미국 상원은 만장일치로 이 법을 통과했다. 또한, 미국 하원은 265대 79로 법을 통과시켰다. 이 법은 미국 대통령인 해리 트루먼이 1946년 8월 1일 서명으로 1947년 1월 1일 발효가 시작되었다.

## 유엔
전쟁 후 세계 각국의 평화를 이루기 위한 노력으로 연합군은 1945년 10월 24일 공식적으로 유엔을 창설한다. UN은 1948년 세계 인권 선언을 채택하며 "모든 민족, 모든 국가에 대한 성과의 표준"으로 되었으나 소련은 선언 채택 투표에 기권했다. 미국은 경제적·사회적 및 문화적 권리에 관한 국제규약에 비준하지 않았다.

## 경제 여파
전후, 유럽의 경제는 파괴된 산업 인프라로 인해 70% 감소했다. 소련의 재산 피해는 1,710개의 도시, 70,000개의 마을, 31,850개의 산업 시설이 완파 또는 반파되었다. 전쟁 후 전 세계적으로 피해 정도는 컸으나 대부분 매우 빠른 경제 회복 속도를 보였다. 서독에서는 연합군 점령 첫 해 동안 경제가 침체되었으나, 1950년까지 성장률을 두배로 올리면서 라인 강의 기적이라고 부르게 되었다. 이탈리아는 전쟁 후 매우 경제가 극빈했으나 1950년대 이탈리아의 경제 성장은 고도화되었다. 프랑스는 모네 계획 아래 빠른 성장을 이룰 수 있었다. 대조적으로, 영국은 전쟁 후 경제가 파멸적인 상태에 있었으며 수십 년 동안 경제 하락을 겪게 된다.
또한, 소련은 전후 급속한 생산력 증가를 겪게 되었다. 일본은 고도경제성장을 겪으면서 1980년대에는 세계에서 가장 경제가 좋은 나라 중 하나로 꼽히게 되었다. 중국은 내전의 결과물로 파산하였다. 1953년에는 전쟁 전 수준으로 생산률이 높아짐으로서 상당히 성공적으로 보였다. 대약진 운동의 실패 후에도 이 성장 속도는 계속 유지되었다.
전후, 미국은 세계 산업 생산력의 절반을 차지했다. 이 생산력은 1970년대 초 크게 감소했다.

## 같이 보기
- 브레튼 우즈 체제
- 1948년 도나우 강 회의
- 기아의 도적
- 일본의 저항
- 검은 튤립 작전
- 언싱커블 작전

## 참고 문헌
- Blum, William (1986). 《The CIA: A Forgotten History》. London: Zed.
- Cook, Bernard A (2001). 《Europe Since 1945: An Encyclopedia》. Taylor & Francis. ISBN 0-8153-4057-5.
- Granville, Johanna (2004). 《The First Domino: International Decision Making during the Hungarian Crisis of 1956》. Texas A&M University Press. ISBN 1-58544-298-4.
- Grenville, John Ashley Soames (2005). 《A History of the World from the 20th to the 21st Century》. Routledge. ISBN 0-415-28954-8.
- Iatrides (ed), John O (1981). 《Greece in the 1940s: A Nation in Crisis》. Hanover and London: University Press of New England.
- Jones, Howard (1989). 《A New Kind of War: America's global strategy and the Truman Doctrine in Greece》. London: Oxford University Press.
- Laar, Mart, Tiina Ets, Tonu Parming (1992). 《War in the Woods: Estonia's Struggle for Survival, 1944-1956》. Howells House. ISBN 0-929590-08-2.
- Männik, Mart (2008). 《A Tangled Web: British Spy in Estonia》. Tallinn: Grenader Publishing. ISBN 978-9949-448-18-0.
- Martin, David (1990). 《The Web of Disinformation: Churchill's Yugoslav Blunder》. San Diego: Harcourt, Brace, Jovanovich. ISBN 0-15-180704-3.
- Naimark, Norman M. (1995). 《The Russians in Germany; A History of the Soviet Zone of occupation, 1945-1949》. Harvard University Press. ISBN 0-674-78406-5.
- Peebles, Curtis (2005). 《Twilight Warriors》. Naval Institute Press. ISBN 1-59114-660-7.
- Roberts, Geoffrey (2006). 《Stalin's Wars: From World War to Cold War, 1939–1953》. Yale University Press. ISBN 0-300-11204-1.
- Sayer, Ian & Douglas Botting (1989). 《America's Secret Army: The Story of Counter-intelligence Corps》. London: Grafton.
- Stevenson, William (1973). 《The Bormann Brotherhood》. New York: Harcourt, Brace.
- Wettig, Gerhard (2008). 《Stalin and the Cold War in Europe》. Rowman & Littlefield. ISBN 0-7425-5542-9.
- Wiesenthal, Simon (1984). 《SS Colonel Walter Rauff: The Church Connection 1943-1947》. Los Angeles: Simon Wiesenthal Center.